# Stubaitalbahn
Stubaitalbahn – funkcjonująca od 1904 r. wąskotorowa linia kolejowa w Tyrolu w dolinie Stubaital licząca 18,4 km i łącząca miasto Innsbruck z Fulpmes. Od 1983 linia jest obsługiwana przez wagony tramwajowe sieci tramwajowej w Innsbrucku.

## Charakterystyka
W momencie otwarcia jednotorowa linia kolejowa o rozstawie 1000 mm i długości 18 164 m posiadała trakcję elektryczną prądu zmiennego o napięciu 2500 V, i częstotliwości 42,5 Hz. W 1983 r. linia zmieniła trakcję na prąd stały o napięciu 850 V i zaczęła być obsługiwana przez wagony tramwajowe. Linia rozpoczyna swój bieg w południowej części miasta Innsbruck, prowadzi przez miejscowości Natters, Mutters i Telfes, kończąc swój bieg w Fulpmes. Linia ma charakter górski, posiada bowiem maksymalne nachylenie 46‰ i minimalny promień łuku 40 m.

## Historia

### Geneza
Pomysł budowy kolei pojawił się już w 1886. Pomimo potencjału turystycznego i przemysłowego, próby sfinansowania linii okazały się nieskuteczne ze względu na górzyste tereny oraz zbyt niską liczbę pasażerów przez większość roku. Dopiero w 1895 dyrektor Lokalbahn Innsbruck-Hall in Tirol (L.B.I.H.i.T.), inżynier Herrmann Ritter von Schwindt przedstawił pomysł budowy linii kolejowej z Innsbrucka przez Fulpmes do Matrei am Brenner. Kontynuatorem koncepcji był Josef Riehl, który w czerwcu 1899 przedstawił projekt budowy linii tramwajowej do Matrei, gdzie tramwaje miały jechać przez Fulpmes w kierunku Schönberg im Stubaital kończąc w Matrei. Projektu jednakże nie zrealizowano ze względu na wysokie koszty. W 1900 Riehl utworzył nowy projekt przebiegu linii kolejowej o rozstawie 1000 mm do Fulpmes. Otrzymawszy dofinansowanie od Union Elektricitäts-Gesellschaft, rozpoczęto budowę w 1903. Linię kolejową wyróżniał fakt, iż w momencie wybudowania była ona jedyną koleją wąskotorową w Austrii z trakcją elektryczną prądu zmiennego. Do obsługi linii zakupiono 9 wagonów pasażerskich oraz 4 wagony towarowe.

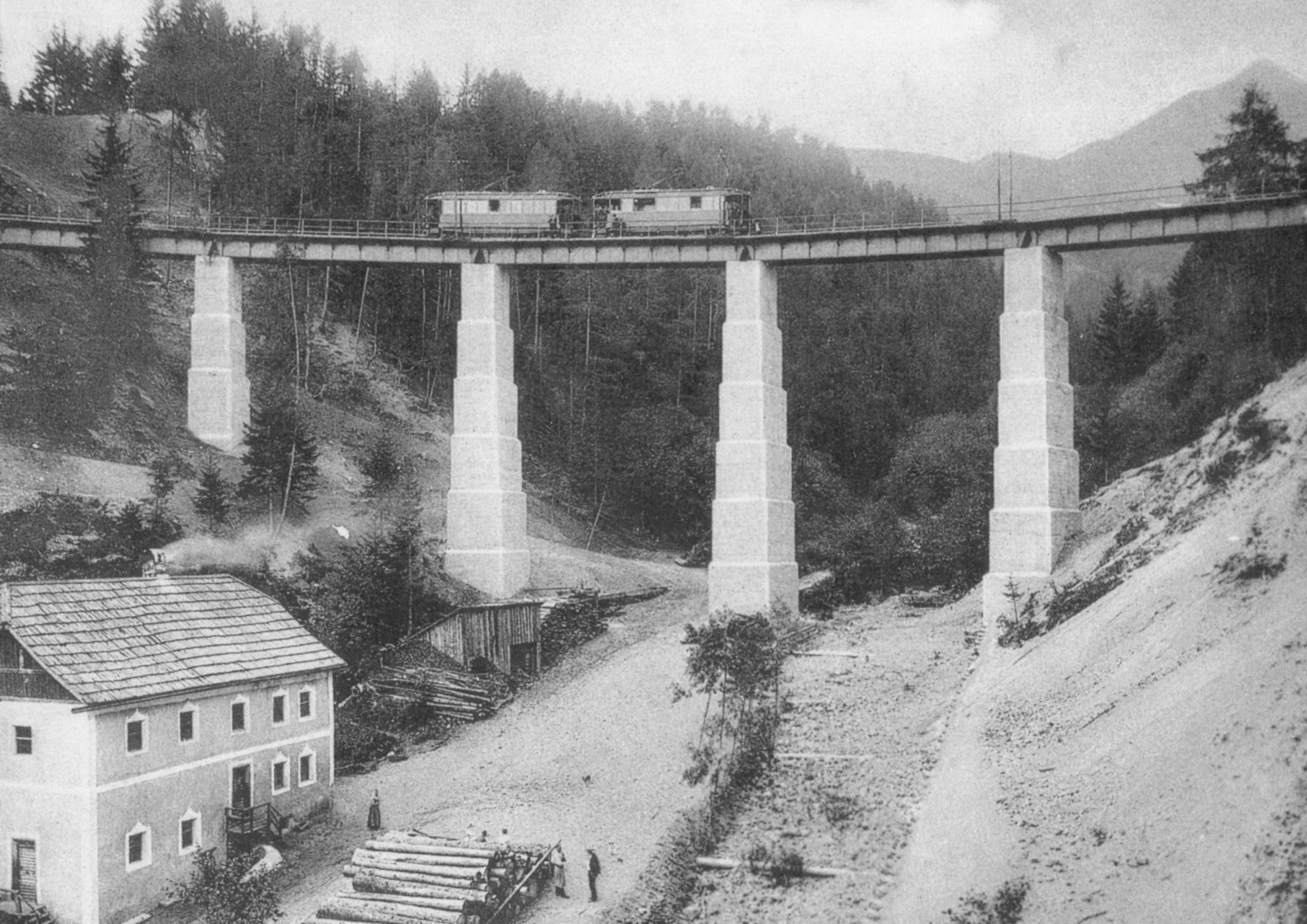
Pociąg przejeżdżający przez Mutterer Brücke w 1904 r.

### Wczesne lata
31 lipca 1904 miało miejsce uroczyste otwarcie zorganizowane przez firmę Stubaitalbahn AG. Pierwszy kurs pasażerski odbył się już kolejnego dnia. Tego samego roku dokonano zakupu dodatkowego taboru. Dalsze zakupy taboru nie miały miejsca do 1912, gdyż wymagały one zwiększenia powierzchni zaplecza technicznego „” w Innsbrucku. Podczas I wojny światowej, linia kolejowa obsługiwała obiekty wojskowe w Fulpmes i Mieders. Wysoka eksploatacja przyczyniła się do degradacji infrastruktury linii. Wymusiło to na przewoźniku wypożyczenie lokomotyw parowych wcześniej wykorzystywanych na wąskotorowej linii Innsbrucker Mittelgebirgsbahn (od 1936 fragment linii tramwajowej nr 6 w Innsbrucku). Zwrócono je dopiero na przełomie lat 1917/18. Ze względu na wysokie zapotrzebowanie w 1926 linię kolejową przekonwertowano na trakcję 3250 V 50 Hz. W tym samym roku rozważono wydłużenie Stubaitalbahnu do centrum Innsbrucka. Aby nie dochodziło do łączenia trakcji zmiennoprądowej ze stałoprądową trakcją tramwajową, wykorzystane miały zostać pojazdy zasilane benzyną. Planu jednak nie zrealizowano. Podobny los spotkał plan wydłużenia linii do Neustift w latach 30.

### Wojna i okres powojenny
W okresie II wojny światowej Innsbruck uległ znaczącemu zniszczeniu. To również tyczyło się linii kolejowej, której zaplecze techniczne, przeładownia i torowisko uległy uszkodzeniu, a wszelkie plany wydłużenia linii zostały porzucone.
W 1954 otworzono ośrodek wraz z koleją gondolową Muttereralmbahn znajdującą się blisko Stubaitalbahnu, dzięki czemu linia stała się bardziej atrakcyjna dla turystów.

### Modernizacja i połączenie z siecią tramwajową

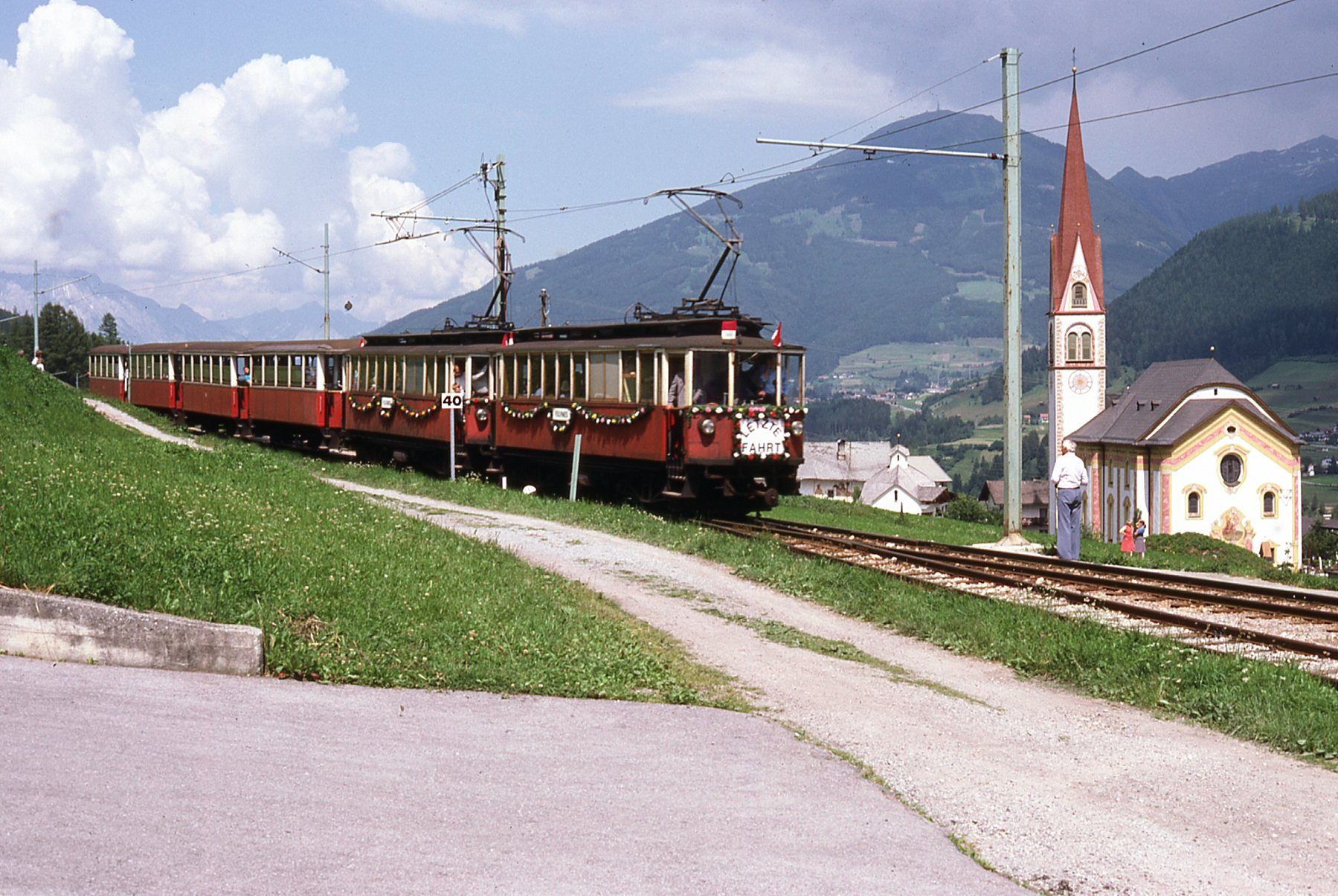
23 czerwca 1983 – ostatni dzień kursowania pociągów zmiennoprądowych

W 1962 w gminach leżących na trasie przeprowadzono ankietę, w której zapytano mieszkańców czy Stubaitalbahn powinien być zachowany. Ankieta wykazała, iż mieszkańcy chcą zachowania linii kolejowej. Wobec tego w następnych latach odbywała się rewitalizacja linii. Aby ułatwić modernizację taboru, zadecydowano się na połączenie linii kolejowej z linią tramwajową w dzielnicy Wilten. Wymagało to przekonwertowania trakcji z prądu przemiennego na prąd stały o napięciu 850 V. Proces ten rozpoczął się w 1979 i zakończył w 1983.

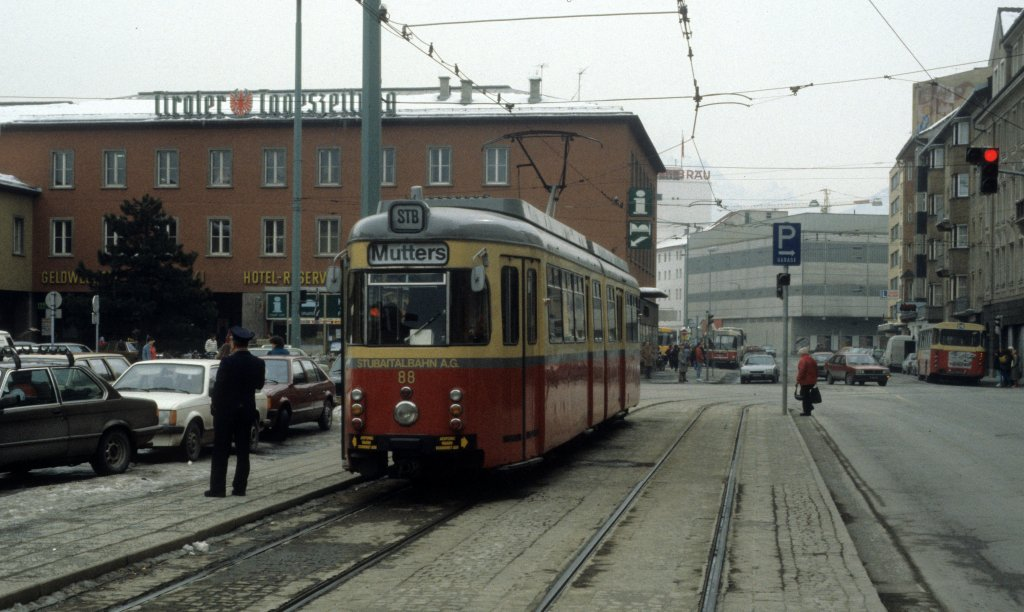
Tramwaj w centrum Innsbrucka w 1984 jadący w kierunku Fulpmes

23 czerwca 1983 odbył się uroczysty ostatni kurs pociągu zmiennoprądowego. Obsługa linii wagonami tramwajowymi rozpoczęła się 2 lipca 1983, głównie za pomocą tramwajów przegubowych wyprodukowanych przez zakłady Düwag zakupionych z Hagen. Połączenie linii kolejowej z linią tramwajową umożliwiło uruchomienie linii tramwajowej „STB” kursującej w relacji Innsbruck Hauptbahnhof–Fulpmes łączącej mieszkańców doliny Stubaital z centrum Innsbrucka.
W 1994 Stubaitalbahn AG zostało wcielone w Innsbrucker Verkehrsbetriebe i powstało przedsiębiorstwo .

### XXI wiek

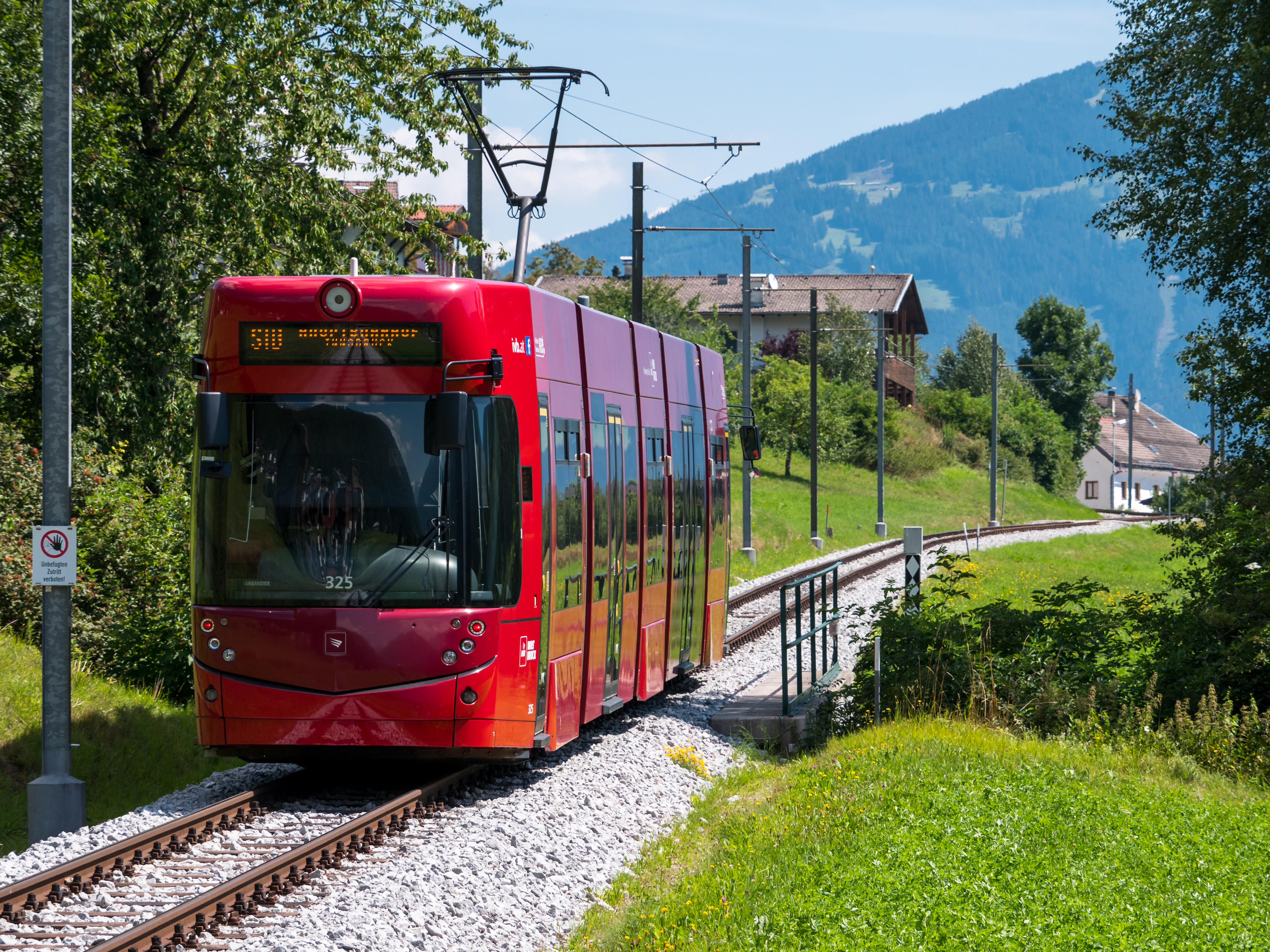
Tramwaj Bombardier Flexity Outlook na Stubaitalbahnie w Telfes

W dniach 21–22 sierpnia 2004 odbyła się uroczystość z okazji stulecia Stubaitalbahnu.
Od 2008 trasa przejazdu jest podzielona na dwa warianty tworząc linię kursującą w skróconej relacji Mutters Kreith–Innsbruck Hbf.
Od 2009 obsługa linii odbywa się za pomocą niskopodłogowych tramwajów Bombardier Flexity Outlook.
W latach 2016–2017 przeprowadzono modernizację mostu Mutterer Brücke w Mutters.